# Rouxinol do Rinaré
Rouxinol do Rinaré (in italiano Usignolo di Rinaré) pseudonimo di Antônio Carlos da Silva (Banabuiú, 28 settembre 1966) è un poeta e scrittore brasiliano, specializzato nella letteratura di cordel.

## Biografia
Nato a Banabuiú il 28 settembre 1966, trascorse parte della sua infanzia nel sertão de Quixeramobim e parte a Pindaré-Mirim, (MA). Si trasferisce negli anni '90 a Pajuçara (Maracanaú) e fonda la Sociarte e i periodici letterari A Porta Cultural dos Aletófilos e O Benemérito, con la collaborazione di altri poeti. Figura tra i membri della ABC (Academia brasiliana di Corel) e Sociarte (Società degli amici di Rodolpho Theóphilo)
Poeta cordelista, con oltre 80 titoli pubblicati, fra cordel e libri. Premiato più volte, è stato menzionato su molti quotidiani e periodici brasiliani e francesi, sulle riviste Latitudes, Quadrant e Infos Brèsil. Il suo libro O Alienista (Nova Alexandria - SP) è stato inserito negli scaffali della Biblioteca Nacional do Brasil e nelle scuole di Belo Horizonte e, nel 2013 alla voce letteratura, faceva parte del catalogo delle fiere di Francoforte e Bologna.
È coautore, con Arlene Holanda, di Cordel: criar, rimar e letrar. Ha una figlia Julie Ane, anche lei cordelista.

## Opere

### Cordeis
- O Papagaio Real ou o Príncipe de Acelóis - 16 pag.
- A astúcia do jagunço Sabino o pistoleiro que vingou sua própria vítima
- Alì Babà e os quarenta ladrões
- O capitão de ladrões - 24 pag.
- O ladrão de Bagdá
- O folclore brasileiro
- O Justiceiro do Norte (in due formati: cordel semplice e)- 32 pag.
- A lenda do Guaranà
- As bravuras de Donnar o matador de dragões - 32 pag.
- A história dos martírios de uma mãe iraquiana (2º posto al 2° Concurso Paulista de Literatura de Cordel) (Ed. Luzeiro)
- Saiona, a mulher dos olhos de fogo - 16 pag.
- Culto a Baco e orgia – Peleja com Costa Senna
- CPTM e Metrô — rapidez, segurança e qualidade de vida (1º posto al 1º Concurso Paulista de Literatura de Cordel)
- Violação — trágica história de Renato e Maria
- Rachel de Queiroz — vida, obra e um adeus
- Patativa do Assaré deixa o nordeste de luto
- Andanças e aventuras do poeta Mário Gomes
- Oscar Niemeyer, o gênio da arquitetura
- A história da Praça do Ferreira
- O testamento de Judas
- I Festival de Internacional de Trovadores e Repentistas
- O colar de pérolas e a lenda dos vaga-lumes
- Dois meninos do sertão e o lobisomem fantasma
- O valentão Chico Tromba e suas perversidades
- Raul Seixas e a Sociedade da Grã-Ordem Kavernista
- O encontro de John Lennon com Raul Seixas no céu
- Raul Seixas e Elvis Presley — o encontro de dois mitos
- Raul Seixas e Paulo Coelho — buscando sonho e magia - 24 pag.
- ABC para lembrar Raulzito e Gonzagão - 8 pag.
- Raul Seixas um cowboy fora da lei
- A consciência ecológica na obra de Raul Seixas - 8 pag.
- Os empreendedores
- Mostra de Cinema Rosemberg Cariri  (foglietto promozionale)
- O artista da rima (al poeta Severino Batista)
- IBGE — Competência e credibilidade por um Brasil melhor mais desenvolvido
- Seu Lunga o rei do mau-humor - 16 pag.
- O esperado encontro de Coxinha com seu Lunga - 16 pag.
- Salomão e Sulamita — o cântico erótico do amor - 16 pag.
- Os grandes feitos de Rodolfo Teófilo
- Respostas de Zé Charada no reino dos sabichões
- Os mistérios dos perfumes
- Rodolfo Teófilo — o Varão Benemérito da Pátria (collaborazione con Serra Azul)
- A história completa de Lampião e Maria Bonita (collaborazione con Klévisson Viana)
- O grande encontro de Camões com Salomão (collaborazione con Serra Azul)
- O profeta Daniel e o sonho que o rei esqueceu (collaborazione con Sebastião Paulino)
- Antonio Conselheiro e a Guerra de Canudos (collaborazione con Queiroz de França)
- Peleja de dois poetas sobre a transposição do Rio São Francisco[1](collaborazione con Klévisson Viana)
- A grande peleja virtual de Klévisson Viana e Rouxinol do Rinaré (collaborazione)
- A triste história de Catarina e Billy Macarrão (collaborazione con Zé Cariri)
- A história do filósofo Diógenes, o cínico (collaborazione con Francisco Bento)
- A história do holandês que inventou a Folkmídia (collaborazione con Klévisson Viana)
- O casamento do Morcego com a Catita (collaborazione con Arievaldo Viana)
- Dicas para o sucesso do produtor de caju (collaborazione con Klévisson Viana)
- Canal da Integração — levando vida e progresso ao povo do Ceará (collaborazione con Klévisson Viana)
- SEFAZ-Ceará — o futuro é o sol que brilha com as cores do vitral (collaborazione con Klévisson Viana)
- Os Sertões de Conselheiro, de Euclides e Gereba (collaborazione con Klévisson Viana)
- Saneamento é saúde (collaborazione con Klévisson Viana)
- CEREST-Ceará, a saúde do trabalhador em primeiro lugar (collaborazione con Klévisson Viana)
- São Paulo capital nordeste (parceria Klévisson Viana e Téo Azevedo)
- Foi voando nas asas da Asa Branca que Gonzaga escreveu a sua história (collaborazione con avri poeti)
- ABC do peido (*) – 08p.
- A história dum filho errante e as preces de uma mãe (Luzeiro)
  - Inediti:
- O reino da torre de ouro  (vincitore del Prêmio Alberto Porfírio de Literatura de Cordel Inédita – 2010)
- O velho que enganou a morte

### Libri
| - Um Curumim, um Pajé e a lenda do Ceará (Libro per l'infanzia, Editrice IMEPH-CE, 3ª ed.) - O Sapo com medo d'água (Libro per l'infanzia, Editrice IMEPH-CE) - O Gato de botas, em cordel (Editrice Escala Educacional-SP). - O Alienista, em cordel (Editrice Nova Alexandria-SP). | - Cordel-Rouxinol do Rinaré (Antologia-Editora Hedra-SP). - Cordel: Criar, Rimar e Letrar (in collaborazione con Arlene Holanda), per docenti interessati alla tecnica di produzione del cordel o sul suo uso nelle scuole. Editrice IMEPH-CE - A origem do Guaraná (Libro per l'infanzia, 40p. - Ed. Conhecimento-CE) - Folclore Brasileiro (Libro per l'infanzia, 24p. – Ed. Conhecimento-CE) | - Cavalo de Talo, Boneca de Milho (Libro per l'infanzia, Editrice Demócrito Rocha-CE) - Povo Marcado (in collaborazione con Klévisson Viana) - Quadrinhos-Ed. Sindicato dos Sapateiros. - TRENDS-Sonhando e projetando o futuro (in collaborazione con Klévisson Viana). |

## Premi
- Medalha Umberto Peregrino, novembre 2004, I Festival Internazionale di Repentistas e Trovatori del Sertão Central (a Quixadá). Omaggio dell'Academia Brasileira de Literatura de Cordel-ABLC, Rio de Janeiro.
- Ha vinto tre premi nazionali in Concorsi letterari di cordel e nel 2010 è stato omaggiato, nel Ceará, con il Prêmio Alberto Porfírio de Literatura de Cordel.